# Vassallaggio
Il vassallaggio (dal latino medioevale vassus, latinizzazione della voce di origine celtica, gwas, 'servitore'), nel Medioevo, consisteva in un accordo di servizi tra una persona politicamente ed economicamente meno influente e un'altra che sotto questi aspetti gli era superiore. Il fenomeno è da circoscriversi all'interno del sistema feudale, che vede come perno degli equilibri politici, militari ed economici la spartizione del territorio e il regime di proprietà che su di esso gravava. 
Tipicamente, il vassallo giurava fedeltà al proprio signore attraverso un rito d'investitura, attraverso il quale giurava sostegno politico e militare; in cambio, riceveva una serie di benefici economici (di solito basati su proprietà fondiarie) e la protezione in caso di minacce esterne. La parola vassallaggio può essere utilizzata ancora oggi, in senso lato, per definire un rapporto di potere in cui una componente si sottopone all'altra (il vassallo, appunto) creando un sodalizio economico-politico.

## Descrizione

### Contesto storico
Una delle premesse della nascita del feudalesimo e, quindi, del rapporto di vassallaggio risiede nella crisi dell'Impero romano, che sollecita la formazione e l'allargamento di clientele attorno a un capo. Il senso di insicurezza che pervase il mondo antico dopo la caduta dell'Impero romano d'Occidente accrebbe il peso di forme sociali diverse da quelle fiorite precedentemente e il feudalesimo fu una di queste.
La società, all'inizio del Medioevo, vide infatti riemergere forze elementari di solidarietà tra uomini, irrobustite dalle invasioni dei barbari, per i quali l'associazione parentale ed etnica erano essenziali nella società. Il peso della coesione familiare e parentale caratterizzò lo stesso vincolo destinato a generare il rapporto vassallatico: senior e junior, vecchio e giovane, indicavano il signore e il suo vassallo.

### Origini dei vassalli
I primi vassalli carolingi, guerrieri a cavallo e ben armati, compaiono alla metà dell'VIII secolo, durante il periodo di debolezza della dinastia merovingia e l'agitarsi delle popolazioni confinanti. Dato che la conquista franca della Gallia non fu uno scontro frontale tra Gallo-romani e Chiesa, fu assicurata la conservazione della grande proprietà fondiaria e del suo modello organizzativo, che significò disponibilità di benefici per i vassalli della corona e permanenza di un assetto aristocratico di economia e società. A volte questi commettevano abusi e agivano in modo un po' troppo autonomo. 

### Evoluzione del rapporto vassallatico
Al suo apice, ma persa la genuinità e la forza delle origini, il rapporto vassallatico degenerò nella molteplicità degli omaggi, contraddicendo la sua natura di legame tra due persone. Le cariche feudali ormai contavano più del legame e della dedizione a colui che le conferiva. Quest'ultimo mirava a sua volta solo ad esigere il servizio del vassallo, e non a considerare il patto bilaterale. Dopo il generale allentamento del vincolo, rimanevano solo il potere ed il desiderio di ricchezza a connotarlo. Proprio in quel tempo si codificò il comportamento di chi intratteneva rapporti feudali, che segna la saldezza delle caratteristiche di vita che il legame vede stimolate. La vocazione guerriera viene progressivamente privilegiata, diventando segno di distinzione sociale, anche se da sempre prerogativa del nobile. L'attitudine alle armi segnerà ancora per secoli l'educazione del nobile, anche quando verranno meno del tutto i vincoli feudali.

### Giuramento vassallatico
Il rito del giuramento vassallatico consisteva nell'immixtio manuum: il signore prendeva le mani giunte del vassallo nelle sue.
(Dalle Formulae Turonenses)